# Лимская декларация
Лимская декларация (исп. Declaración de Lima) является фундаментальным доктринальным документом в области государственного контроля и государственного аудита.
Декларация определяет принципы государственного аудита с инструкциями по их реализации. Документ принят в октябре 1977 года на IX Конгрессе ИНТОСАИ в Лиме (Перу). Он является принципиально важным для всех высших органов финансового контроля — членов ИНТОСАИ независимо от региона, степени их развития и интеграции в систему управления или их внутренней организации.
Основной целью Лимской декларации является призыв к проведению независимой внешней ревизии в государственном секторе. Если высшее аудиторское учреждение не может удовлетворить этому требованию, то оно не соответствует базовому стандарту. Следовательно, верховенство права и демократия являются предпосылками подлинно независимого аудита государственного сектора и закладывают основы, на которых базируется Лимская декларация. Принципы, содержащиеся в декларации, формируют основные ценности для осуществления общественного контроля как элемента управления.
Декларация также называется Великой хартией аудита в государственном секторе.